# Sender Witthoh
Der Sender Witthoh ist ein Grundnetzsender des Südwestrundfunks (ehemals des Südwestfunks) für Hörfunk. Er befindet sich seit 1951 auf dem Witthoh, etwa sechs Kilometer südlich der Innenstadt von Tuttlingen auf dem Gebiet der Gemeinde Emmingen-Liptingen. Seit 1986 kommt ein 108 Meter hoher, freistehender Stahlbetonturm als Antennenträger zum Einsatz, der 2012 auf 117,3 m erhöht wurde.
Von hier aus werden der Landkreis Tuttlingen, der Landkreis Sigmaringen, der Landkreis Konstanz und Teile der Region Baar-Heuberg und des Bodenseekreises versorgt.

## Frequenzen und Programme

### Analoges Radio (UKW)
Folgende Hörfunkprogramme werden vom Sender Witthoh auf UKW abgestrahlt:
| Frequenz (MHz) | Logo | Programm               | RDS-PS            | RDS-PI               | Regionalisierung    | ERP (kW) | Antennendiagramm rund (ND)/ gerichtet (D) | Polarisation horizontal (H)/ vertikal (V) |
| -------------- | ---- | ---------------------- | ----------------- | -------------------- | ------------------- | -------- | ----------------------------------------- | ----------------------------------------- |
| 89,00          |      | SWR4 Baden-Württemberg | SWR4_FN_          | DA04                 | Bodensee Radio      | 5        | D (240–120°)                              | H                                         |
| 90,40          |      | SWR Kultur             | SWR_Kult          | D3A2                 | Baden-Württemberg   | 40       | D (90–170°)                               | H                                         |
| 92,40          |      | SWR1 Baden-Württemberg | SWR1_BW_          | D301                 | –                   | 40       | D (90–170°)                               | H                                         |
| 97,10          |      | SWR3                   | __SWR3__          | D3A3                 | Alb/Allgäu/Bodensee | 40       | D (90–170°)                               | H                                         |
| 100,60         |      | Deutschlandfunk        | __Dlf___          | D210                 | –                   | 40       | ND                                        | H                                         |
| 102,50         |      | Radio 7                | RADIO_7_ 𝗥𝗔𝗗𝗜𝗢_𝟳_ | D50B (regional) D30B | Tuttlingen          | 40       | ND                                        | H                                         |

Bis Ende der 1980er Jahre hatten die Sender eine wesentlich größere Reichweite, vor allem Richtung Süden und Südosten. Aufgrund internationaler Vereinbarungen mit der Schweiz mussten die Antennendiagramme jedoch so verändert werden, dass die Einstrahlungen in Richtung Schweiz auf ein Minimum reduziert werden. Dadurch kommt es seither am deutschen Bodenseeufer immer wieder zu Empfangsschwierigkeiten der abgestrahlten Programme. Eine Ausnahme bilden derzeit die Programme Deutschlandfunk und Radio 7, die weiter mit Rundstrahlung senden.

### Digitales Radio (DAB)
DAB wird in vertikaler Polarisation und im Gleichwellenbetrieb (SFN) mit anderen Sendern ausgestrahlt.
Bis 19. Januar 2012 wurden auf DAB-Kanal 12B die Radioprogramme des SWR und des Deutschlandradio (Deutschlandfunk) (64 kbps-M) und Deutschlandradio Kultur (128 kbps) gesendet. Aufgrund des Neustart des Digitalradio wurde ein Kanalwechsel vollzogen, die Programme des Deutschlandradio werden nicht mehr ausgestrahlt.
| Block                  | Programme (Datendienste) | ERP (kW) | Antennen- diagramm rund (ND), gerichtet (D) | Polarisation horizontal (H)/ vertikal (V) | Gleichwellennetz (SFN) |
| ---------------------- | --- | -------- | ------------------------------------------- | ----------------------------------------- | --- |
| 8D SWR BW S (D__00235) | DAB+ Block des SWR SWR1 BW (112 kbps) - SWR Kultur (128 kbps) - SWR3 (Rheinland bis Bodensee) (112 kbps) - SWR4 FN (Studio Friedrichshafen) (112 kbps) - SWR4 FR (Südbaden) (112 kbps) - SWR4 S (Studio Stuttgart) (112 kbps) - SWR4 TU (Studio Tübingen) (112 kbps) - SWR4 UL (Studio Ulm) (112 kbps) - SWR Aktuell (72 kbps) - DASDING (112 kbps) - EPG (24 kbps) - TPEG (16 kbps)                                                 | 10       | ND                                          | V                                         | Bad Urach (Hanner Felsen), Baiersbronn, Blauen, Brandenkopf, Bad Säckingen (Eggberg), Elzach Elztal, Eyachtal (Albstadt-Ebingen), Feldberg im Schwarzwald, Freiburg (Schönberg), Hornisgrinde, Raichberg, Reutlingen (Scheibengipfel), Riedlingen (Reifersberg), Schramberg, Rottweil (Deilingen), Schutterlindenberg, Sigmaringen (In der Talwiese), Ulm (Kuhberg), Villingen-Schwenningen (Marbach), Wannenberg, Witthoh |
| 11B OAS BW (D__00201)  | DAB+-Multiplex der ON AIR support GmbH: Antenna BW (72 kbps) - Antenne 1 (72 kbps) - baden.fm (72 kbps) - bigFM (72 kbps) - Die Neue 107.7 (72 kbps) - die neue welle (72 kbps) - Energy Stuttgart (72 kbps) - Donau 3 FM (72 kbps) - egoFM (72 kbps) - Hitradio Ohr (72 kbps) - Radio 7 (72 kbps) - Radio Regenbogen (72 kbps) - Rock FM (72 kbps) - Das Neue Radio Seefunk (72 kbps) - Radio Teddy (72 kbps) - Radio Ton (72 kbps) | 10       | ND                                          | V                                         | Aalen, Alpirsbach, Bad Mergentheim (Löffelstelzen), Bad Urach (Hanner Felsen), Baden-Baden (Merkur), Baiersbronn, Blauen, Brandenkopf, Donaueschingen, Freiburg (Schönberg), Forbach, Geislingen (Oberböhringen), Heidelberg (Königstuhl), Heilbronn (Schweinsberg), Hochrhein (Rickenbach), Hornisgrinde, Karlsruhe (Grünwettersbach), Blender, Kreuzwertheim, Lahr (Schutterlindenberg), Langenburg, Mudau, Pfänder, Langenbrand, Raichberg, Ravensburg (Höchsten), Reutlingen (Scheibengipfel), Schramberg/Sulgen-Süd, Stuttgart (Frauenkopf), Witthoh, Ulm (Kuhberg) |

## Bilder

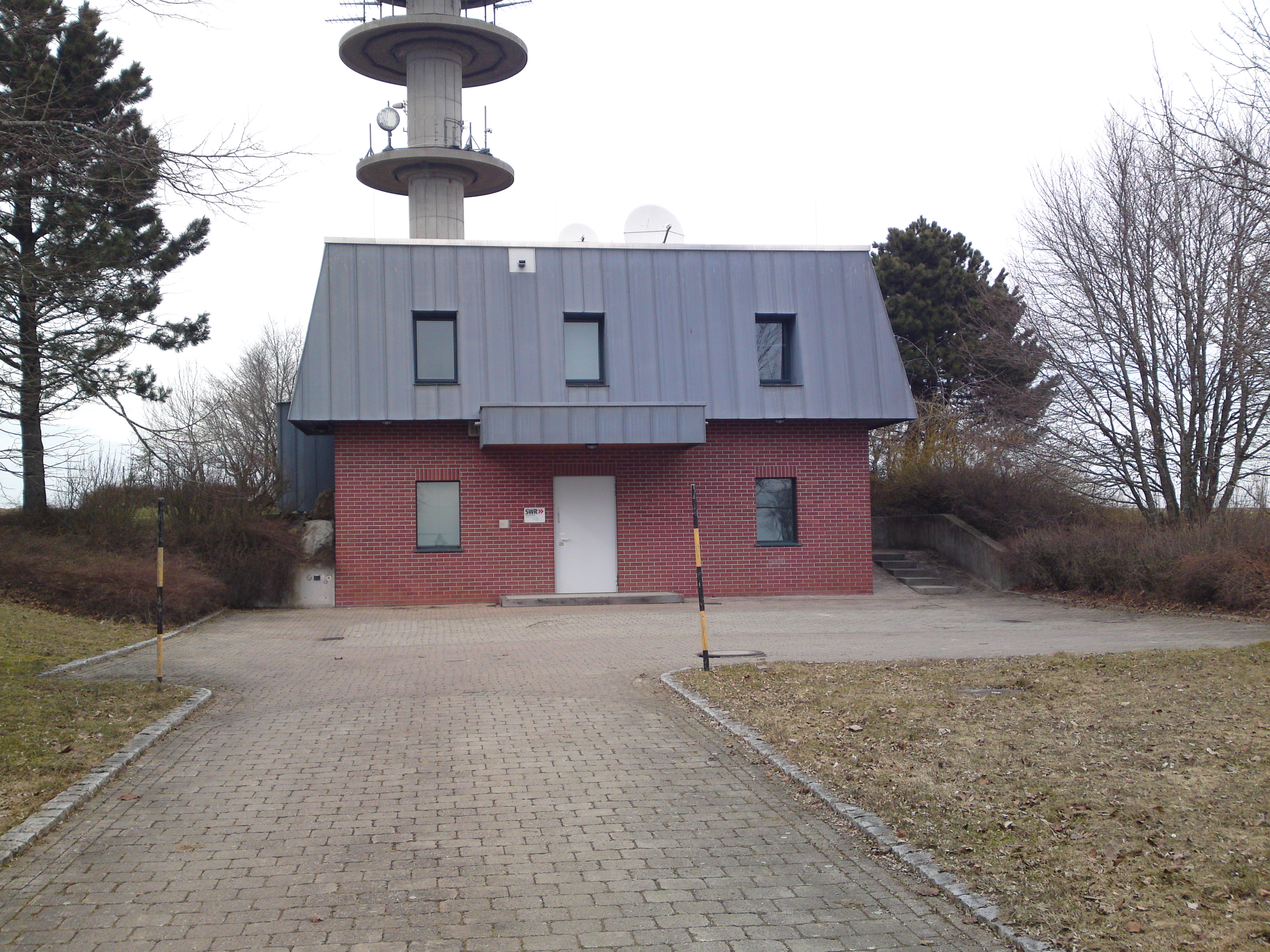
Senderhaus des Grundnetzsenders Witthoh
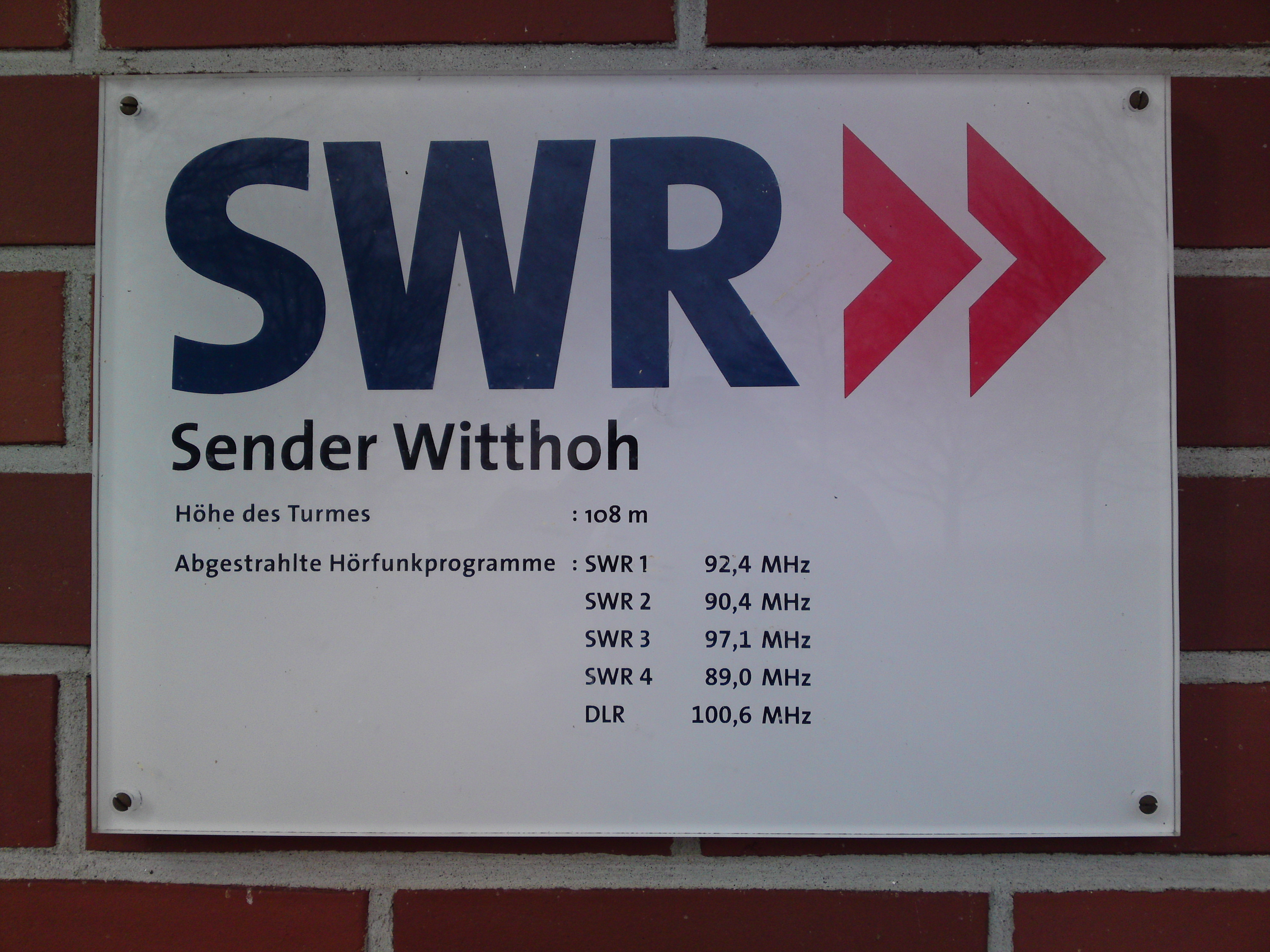
Informationsschild am Sender Witthoh
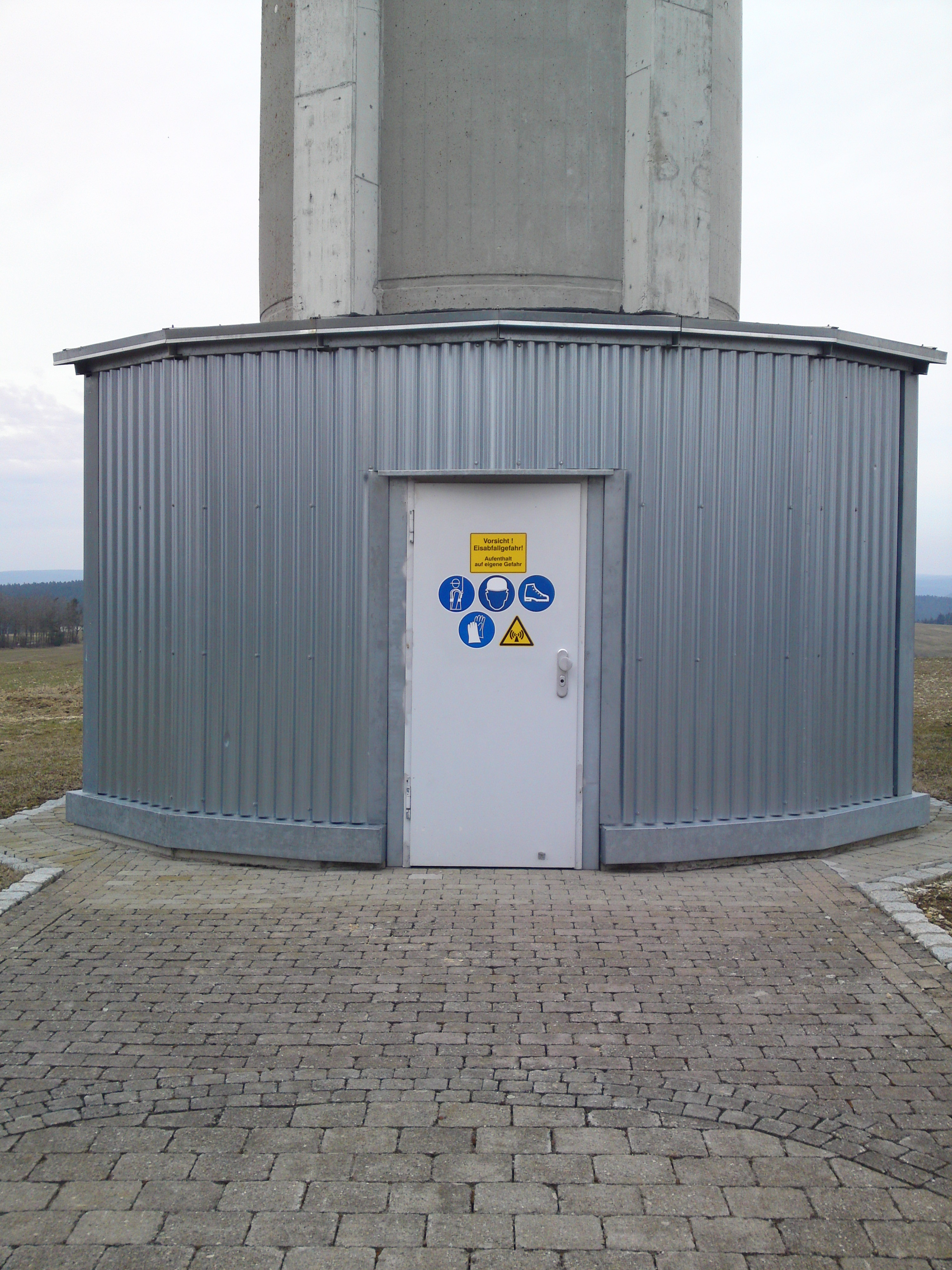
Turmschaft des Senders Witthoh